# Reteporella tuberosa
Reteporella tuberosa är en mossdjursart som beskrevs av Hayward 2000. Reteporella tuberosa ingår i släktet Reteporella och familjen Phidoloporidae. Inga underarter finns listade i Catalogue of Life.